# Strahinja Pavlović
Strahinja Pavlović, född 24 maj 2001, är en serbisk fotbollsspelare som spelar för AC Milan.

## Klubbkarriär
Den 18 december 2019 värvades Pavlović av AS Monaco. Han lånades dock direkt tillbaka till Partizan Belgrad över resten av säsongen 2019/2020. Pavlović debuterade i Ligue 1 den 20 december 2020 i en 1–0-vinst över Dijon, där han blev inbytt på övertid mot Caio Henrique.
Den 21 januari 2021 lånades Pavlović ut till belgiska Cercle Brugge på ett låneavtal över resten av säsongen 2020/2021. Den 16 februari 2022 lånades han ut till schweiziska Basel på ett låneavtal över resten av säsongen 2021/2022.
Den 28 juni 2022 värvades Pavlović av österrikiska Red Bull Salzburg, där han skrev på ett femårskontrakt. Den 31 juli 2024 värvades Pavlović av AC Milan, där han skrev på ett fyraårskontrakt.

## Landslagskarriär
Pavlović debuterade för Serbiens landslag den 3 september 2020 i en 3–1-förlust mot Ryssland. I november 2022 blev han uttagen i Serbiens trupp till VM 2022.